# Wikipedia tiếng Swahili
Wikipedia tiếng Swahili (tiếng Swahili: Wikipedia tiếng Swahili) là phiên bản tiếng Swahili của Wikipedia. Đến ngày 20 tháng 12, năm 2008, Wikipedia tiếng Swahili đã đạt tới 8.005 bài viết là phiên bản Wikipedia lớn thứ 89. Hiện tại nó là một trong ba phiên bản Wikipedia trong họ ngôn ngữ Niger-Congo vượt qua mốc 1 000 bài viết (và là phiên bản đầu tiên đạt đến mốc này), một phiên bản khác là Wikipedia tiếng Yoruba. Nó là phiên bản Wikipedia tiếng châu Phi lớn nhất, theo sau là Afrikaans. Vào ngày 20 tháng 6 năm 2009, Wikipedia tiếng Swahili chuyển sang sử dụng trang chính mới.

## Mốc bài viết
- 27 tháng 8, năm 2006: Wikipedia tiếng Swahili đạt tới 1 025 bài viết.